# Pijper Media
Pijper Media is een Nederlandse drukkerij en uitgeverij uit Groningen.
Het bedrijf werd in 1972 door Albert Pijper opgericht als reprografische studio en groeide uit tot een rotatiedrukkerij.  Het bedrijf, wat nu tevens geleid wordt door twee zonen van Pijper, ging in de jaren 90 ook tijdschriften uitgeven. Sinds 2014 heeft het bedrijf ook een vestiging in Amsterdam. Datzelfde jaar kocht het bedrijf verschillende titels van Sanoma Media Nederland. In 2016 werden nog meer titels van Sanoma overgenomen. In 2018 werd de vestiging van Pijper Media in Amsterdam met een antitankwapen beschoten.

## Uitgaven (selectie)
- Grazia (sinds 2016)
- Lekker (sinds 2013)
- Marie Claire (sinds 2016)
- Nieuwe Revu (sinds 2014)
- Panorama (sinds 2014)
- Playboy (Nederland) (sinds 2014)
- Wieler Revue